# Indo-pakistanska kriget 1971
Indo-pakistanska kriget 1971 utkämpades mellan Indien och Pakistan som en konsekvens av Bangladeshs befrielsekrig. Kriget varade 13 dagar innan de pakistanska styrkorna i Östpakistan kapitulerade vilket ledde till att Bangladesh uppnådde sin självständighet.

## Krigsutbrott
Indiska, bangladeshiska och andra källor anser att kriget bröt ut när det pakistanska flygvapnet den 3 december 1971 anföll elva indiska flygbaser, vilket ledde till att Indien intervenerade i befrielsekriget på de bangadeshiska separatisternas sida. Kriget varade i 13 dagar. Kriget kom i praktiken att upphöra när den pakistanska armén i Östpakistan kapitulerade den 16 december 1971 vilket ledde till att Bangladesh uppnådde sin självständighet.

## Strider
Under kriget drabbade indiska och pakistanska styrkor samman både vid gränsen mot Västpakistan och i Östpakistan. Ungefär 90 000 pakistanska soldater blev krigsfångar. Under befrielsekriget beräknas mellan 2 och 3 miljoner människor ha dött i Östpakistan.  8-10 miljoner människor flydde också till Indien.